# 普卢埃佐克
普卢埃佐克（法語：Plouezoc'h，法語發音：[pluezɔk] 或 [pluezɔx]）是法国菲尼斯泰尔省的一个市镇，位于该省东北部，属于莫尔莱区。

## 地理
普卢埃佐克（48°38'24"N, 3°49'20"W）面积15.83 平方千米，位于法国布列塔尼大區菲尼斯泰尔省，该省份为法国最西部的省份，位于布列塔尼半岛西部，北西南三面环大西洋，东临阿摩尔滨海省和莫尔比昂省。
与普卢埃佐克接壤的市镇（或旧市镇、城区）包括：普卢加努、莫尔莱、加尔朗、圣让迪杜瓦。

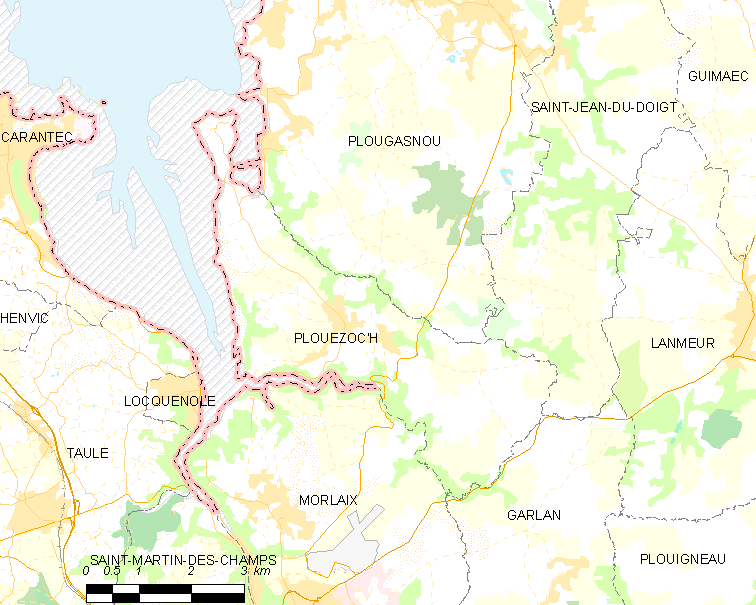
普卢埃佐克的OSM定位图

普卢埃佐克的时区为UTC+01:00、UTC+02:00（夏令时）。

## 行政
普卢埃佐克的邮政编码为29252，INSEE市镇编码为29186。

## 政治
普卢埃佐克所属的省级选区为普卢伊尼欧县。

## 人口

1962-2008年间普卢埃佐克人口变化图示

普卢埃佐克于2022年1月1日时的人口数量为1640人。